# Urugvajska Antarktika
Urugvajska Antarktika (špa.: Antártida Uruguaya) je naziv koji je prvi upotrijebio profesor Julio César Musso, a odnosi se na području Antarktike za koje se smatra da treba pripadati Orijentalnoj Republici Urugvaj.
Dana 8. svibnja 1985. godine, tadašnji senator Luis Alberto Lacalle predstavio je nacrt zakona kojim bi se jedan dan u godini obilježava kao "Dan Urugvajske Antarktike" (Día de la Antártida Uruguaya). U uvodnom dijelu, Lacalle tvrdi kako "je izabran datum 28. kolovoza, jer je tada osnovan Urugvajski Arktički Institut".
Danas u Montevideu postoji jedna ulica koja nosi naziv "Ulica Urugvajske Antarktike".

## Poveznice
- Ugovor o Antarktici
- Istraživačka baza Artigas